# Шенгур, Иван Петрович
Иван Петрович Шенгур (14 сентября 1906, Морозы, Кобелякский район — 6 марта 1986, Севастополь) — командир 12-го отряда торпедных катеров 3-го дивизион торпедных катеров 2-й бригады торпедных катеров Черноморского флота, старший лейтенант. Герой Советского Союза.

## Биография
Родился 14 сентября 1906 года в селе Морозы ныне Кобелякского района Полтавской области. Украинец. Окончил семь классов Белицкой неполной средней школы. Работал в колхозе.
В Военно-морском флоте с 1928 года. Член ВКП(б)/КПСС с 1932 года. В 1940 году окончил курсы командного состава. В боях Великой Отечественной войны с 1941 года.
В начале войны И. П. Шенгур был командиром минно-торпедного катера-разведчика  2-й бригады торпедных катеров Черноморского флота. В 1941 году, во время обороны Одессы, его катер больше месяца сопровождал корабли, доставлявшие в город продовольствие, оружие и войска.
В декабре 1941 года под яростным огнём врага принимал участие в высадке десанта, подавляя огневые точки противника. Осенью 1943 года катер И. П. Шенгура, находясь в Азовском море, осуществил десятки смелых нападений на врага в Таганроге, Мариуполе, Осипенко.
16 сентября 1943 года отряд торпедных катеров И. П. Шенгура ворвался в Новороссийский порт и высадил на берег группу автоматчиков. Противники открыли яростный огонь из пушек, миномётов и пулемётов. В этом бою И. П. Шенгур был тяжело ранен. Но мужественный командир не оставил свой пост. Его катера, маневрируя в бухте, на протяжении трёх часов обстреливали огневые точки врага. Подразделение торпедных катеров И. П. Шенгура сражалось за Севастополь, громило врага в румынском порту Констанца, дошло по Дунаю до Белграда.
К июлю 1944 года командир 12-го отряда торпедных катеров старший лейтенант И. П. Шенгур совершил 265 боевых выходов. Под его руководством торпедные катера уничтожили четыре быстроходные десантные баржи, два сторожевых катера, повредили восемнадцать торпедных катеров, сбили один самолёт, подавили три артиллерийские батареи врага.
Указом Президиума Верховного Совета СССР от 5 ноября 1944 года за образцовое выполнение боевых заданий командования и проявленные при этом мужество и героизм старшему лейтенанту Ивану Петровичу Шенгуру присвоено звание Героя Советского Союза с вручением ордена Ленина и медали «Золотая Звезда».
С 1956 года капитан 3-го ранга И. П. Шенгур — в запасе. Жил в Севастополе. Работал в военизированной охране воинской части. Скончался 6 марта 1986 года. Похоронен на Аллее Героев городского кладбища «Кальфа» в Севастополе.
Награждён двумя орденами Ленина, орденами Красного Знамени, Ушакова 2-й степени, Отечественной войны 1-й степени, двумя орденами Красной Звезды, медалями.

Могила Шенгура на кладбище «Кальфа» в Севастополе.